# Ґромадзин-Викно
Ґромадзин-Викно (пол. Gromadzyn-Wykno) — село в Польщі, у гміні Кольно Кольненського повіту Підляського воєводства.
Населення — 80 осіб (2011).
У 1975-1998 роках село належало до Ломжинського воєводства.

## Демографія
Демографічна структура станом на 31 березня 2011 року:
|          | Загалом | Допрацездатний вік | Працездатний вік | Постпрацездатний вік |
| -------- | ------- | ------------------ | ---------------- | -------------------- |
| Чоловіки | 42      | 9                  | 28               | 5                    |
| Жінки    | 38      | 13                 | 17               | 8                    |
| Разом    | 80      | 22                 | 45               | 13                   |